# Hylaeus gabonicus
Hylaeus gabonicus là một loài Hymenoptera trong họ Colletidae. Loài này được Vachal mô tả khoa học năm 1899.